# Barca (Košice)
Barca (in ungherese Bárca) è un quartiere, con autonomia a livello di comune, della città di Košice, capoluogo della regione omonima della Slovacchia, facente parte del distretto di Košice IV.